# Propygolampis gigantea
Propygolampis gigantea là một loài côn trùng trong họ Incertae Sedis (Phasmida) thuộc bộ Phasmida. Loài này được Germar miêu tả năm 1839.